# H. Briggs
H. Briggs (* 19. Jahrhundert; † nach 1900; nach anderen Quellen J. Briggs) war ein britischer Tennisspieler.

## Erfolg
Briggs lebte zur Zeit der ersten französischen Tennismeisterschaft in Paris und gehörte dem Club Stade Français an. Deswegen konnte er an den im Jahr 1891 erstmals ausgetragenen, damals noch nationalen französischen Tennismeisterschaften (heute French Open) in Paris teilnehmen. Anlass war eine Wette. Das Turnier umfasste damals fünf Teilnehmer, allesamt Amateure, da bei den französischen Meisterschaften bis 1934 Profis nicht zugelassen waren. Sämtliche Spiele des Turniers fanden an einem einzigen Tag statt. Briggs gewann das Finale auf einem Rasenplatz, vor einer Handvoll von Zuschauern, in zwei Sätzen (6:3, 6:3) gegen den Franzosen P. Baigneres. Obwohl über Briggs’ Leben weiter nichts bekannt ist, ging Briggs damit als Sieger der ersten Tennismeisterschaften Frankreichs in die Annalen ein.
Gianni Clerici erwähnt in seinem Buch 500 Jahre Tennis, dass Briggs eines der großen Vorbilder des späteren französischen Meisters Max Décugis war.